# Фрейя (кошка)
Фрейя (англ. Freya; апрель 2009 — 8 августа 2022) — кошка, служившая в 2012—2014 годах главным мышеловом резиденции правительства Великобритании. Принадлежала бывшему канцлеру казначейства Великобритании Джорджу Осборну и его семье.

## Ранние годы
Фрейя — полосатая кошка, принадлежала бывшему канцлеру казначейства Джорджу Осборну и его семье (жене и двоим детям). В 2009 году, через несколько месяцев после рождения, Фрейя пропала из фамильного особняка Осборнов в Ноттинг-Хилле. Семья Осборна провела активные поиски кошки во всём Западном Лондоне, были развешаны плакаты с просьбой о помощи в поисках, что не принесло результатов и привело семью Осборн в отчаяние. Но в начале июня 2012 года жене Джорджа, Фрэнсис, позвонил человек, который сообщил, что Фрейя жива, живёт в саду неподалёку от дома Осборнов и за ней ухаживают их соседи. В сентябре 2012 года Фрейя была назначена на должность главного мышелова резиденции правительства Великобритании и переехала на Даунинг-стрит, 10.

## Карьера мышелова
16 сентября 2012 года Найджел Нельсон в статье в Sunday People сообщил, что премьер-министр Дэвид Кэмерон уволил с должности главного мышелова кота Ларри и назначил вместо него Фрейю. Нельсон отметил, что Кэмерон был недоволен деятельностью Ларри, поскольку последний за полгода поймал одну-единственную мышь и с тех пор больше ничем не отличился. По оценке Нельсона, «последней каплей для Кэмерона стала ситуация, когда он застал Ларри в своём кабинете спящим в кресле, в то время как мыши сновали по всей комнате. Когда Кэмерон попытался разбудить Ларри, чтобы он приступил к своим обязанностям, кот открыл один глаз, но не сдвинулся с места».
После назначения Фрейи на должность главного мышелова Кэмерон вменил ей в обязанности отлов мышей в зданиях на Даунинг-стрит,10, 11 и 12, так как счёл её «жёстким» и «более осмотрительным хищником». Но Ларри отреагировал на назначение Фрейи весьма болезненно, между кошками произошёл конфликт из-за раздела сфер влияния. В конце концов было принято решение об оставлении Ларри на занимаемой должности и дальнейшей их совместной работе с Фрейей — «чтобы не ранить его чувства». В дальнейшем «коллеги» перешли на мирное сосуществование. Несмотря на формальную «отставку», Ларри продолжал жить на Даунинг-стрит, 10.
Фрейя стала одной из 100 тысяч кошек, используемых правительством Великобритании для отлова мышей. В мае 2014 года Фрейя во время прогулки ушла более чем на милю от Даунинг-стрит, 10, после чего была поймана сотрудником благотворительной организации и возвращена на место службы. В августе 2014 года Фрейя была сбита машиной на Уайтхолле, после чего ветеринар оказал ей медицинскую помощь. Джордж Осборн заявил в этой связи, что он «очень благодарен» тем, кто позаботился о его кошке. В ноябре 2014 года Фрейя была освобождена от должности главного мышелова и отправлена в сельскую местность графства Кент для оздоровления, а должность главного мышелова правительственной резиденции вновь занял Ларри.
Кошка Фрейя скончалась 8 августа 2022 года.